# Hronov (stacja kolejowa)
Hronov (czeski: Železniční stanice Hronov) – stacja kolejowa w miejscowości Hronov, w kraju hradeckim, w Czechach. Jest ważnym węzłem kolejowym o znaczeniu regionalnym. Znajduje się na wysokości 360 m n.p.m.
Jest obsługiwana i zarządzana przez České dráhy. Na stacji istnieje możliwości zakupu biletów i rezerwacji miejsc.

## Linie kolejowe
- 026 Týniště nad Orlicí - Otovice zastávka